# Swen König
Swen König (* 3. September 1985) ist ein ehemaliger Schweizer Fussballtorhüter und heutiger Torhütertrainer, der seit 1. Juli 2018 die Position des SFV-Torhütertrainers beim Schweizerischen Fussballverband innehat.

## Karriere als Spieler
König kam 1993 in die Jugendabteilung des FC Rupperswil. 1998 wurde er vom Super-League-Verein FC Aarau verpflichtet. In der Saison 2005/06 wurde er in die Challenge League zum FC Vaduz verkauft, bei dem er 14 Spiele bestritt. Zur Saison 2006/07 kehrte er in den Kanton Aargau, zum FC Wohlen, zurück. Nach David Zibung war er der zweite Torhüter beim FC Luzern. In der Saison 2009/10 hatte er vier Einsätze. Am 15. April 2010 gab der Grasshopper Club Zürich die Verpflichtung des Torhüters zum 1. Juli 2010 bekannt. Bei GC trug er die Nummer 1. Zur Saison 2011/12 wechselte König zur AC Bellinzona und auf die Saison 2013/14 wieder zurück zu seinem, wie er selbst sagt, Heimat-Verein FC Aarau. Damit konnte er in dieser Saison wieder in der Super League spielen, denn der FC Aarau hatte kürzlich die Promotion in die höchste Liga geschafft. König befand sich dort in der Konkurrenz zum Stammtorhüter Joël Mall.
Am 1. Juli 2014 beendete König seine Laufbahn als Torhüter.

## Karriere als Trainer
Ab Sommer 2014 war König drei Jahre Torhütertrainer beim FC Aarau. Vom 1. Juli 2017 bis 30. Juni 2018 war er beim FC Luzern als Torhütertrainer engagiert. Am 1. Juli 2018 hat er die Position des SFV-Torhütertrainers beim Schweizerischen Fussballverband übernommen.

## Erfolge
Mit der Schweizer U-17-Nationalmannschaft wurde er 2002 Europameister. Er stand im Tor bei der U-19-Europameisterschaft im Halbfinal 2004. Ein Jahr später 2005 gehörte er zum Kader bei der U-20-WM in den Niederlanden.